# Festwalzen
Das Festwalzen ist ein umformendes Verfahren zur positiven Beeinflussung der Randzoneneigenschaften eines Bauteils. Das Verfahren zeichnet sich dadurch aus, dass es als einziges mechanisches Verfahren zur Steigerung der Bauteillebensdauer sowohl eine Glättung der Oberfläche, eine Induzierung von Druckeigenspannungen als auch eine Kaltverfestigung der Randschichten bewirkt.
Das Verfahren bietet sich insbesondere bei Bauteilen an, die unter Betriebsbedingungen dynamischer Beanspruchung unterliegen und deshalb durch Materialermüdung zerstört werden können. Durch die verringerte Rautiefe zusammen mit der Kaltverfestigung ergibt sich nach dem Festwalzen eine bis zu fünffach höhere Schwingfestigkeit und somit eine spürbare Steigerung der Lebensdauer.

## Vorteile
Das Festwalzen ist deutlich wirtschaftlicher als andere Methoden, z. B. Kugelstrahlen. Es kann bei nahezu allen metallischen Werkstoffen angewendet und Festwalz-Werkzeuge können auf konventionellen Werkzeugmaschinen eingesetzt werden. So kann ein Werkstück unmittelbar nach der Zerspanung in der gleichen Aufspannung festgewalzt werden, Rüstzeiten und Transportkosten entfallen.

## Einsatzgebiete
Die Einsatzgebiete des Festwalzens reichen vom allgemeinen Maschinenbau, dem Automobil- und Flugzeugbau, dem Motorenbau bis hin zur Kraftwerks- und Medizintechnik. Wann immer es gilt, die Betriebsfestigkeit eines metallischen Werkstoffs zu erhöhen oder Leichtbau-Lösungen zu realisieren, ist dieses Verfahren anwendbar.

## Vergleich mit dem Glattwalzen
Das Festwalzen ist dem Glattwalzen verwandt. Wie beim Glattwalzen wird die Randschicht mit Hilfe einer oder mehrerer Rollen bzw. Kugeln plastifiziert und umgeformt. Es unterscheidet sich vom Glattwalzen im Wesentlichen in der Zielsetzung: während beim Glattwalzen eine bestimmte Oberflächengüte in Form eines spezifischen Rauhigkeitswertes erzielt werden soll, ist beim Festwalzen die Betriebsfestigkeit zu erhöhen. Diese Steigerung der Bauteillebensdauer basiert zwar auch auf einer Glättung der Oberfläche, jedoch haben die erzielte Kaltverfestigung und die Induzierung von Druckeigenspannung in die Randzone einen deutlich signifikanteren Einfluss.
Ein weiterer Unterschied zwischen beiden Verfahren liegt in der Qualitätsprüfung. Diese ist beim Glattwalzen trivial durch z. B. eine taktile Messung der Oberflächengüte durchzuführen. Beim Festwalzen jedoch lassen sich Parametereinflüsse durch Lebensdaueruntersuchungen, Messungen von Eigenspannungstiefenverläufen usw. nur durch Zerstörung des Bauteils verifizieren.
Auch die Qualitätskorrektur ist in dieser Hinsicht zwischen beiden Verfahren unterschiedlich: beim Glattwalzen lässt sich ein nicht erreichter Oberflächenkennwert in den meisten Fällen durch einen wiederholten Bearbeitungsprozess erzielen. Beim Festwalzen müsste das Wiederholen eines Bearbeitungsprozesses im Grunde durch Tests und Untersuchungen verifiziert werden, was nur durch zerstörende Prüfverfahren realisierbar ist; somit  ist das Festwalzen nicht wiederholbar. Für einen Serienprozess ist hier deshalb darauf zu achten, vorher definierte Bearbeitungsparameter (Festwalzkraft, Vorschub etc.) strikt einzuhalten. Besonders beim Festwalzen von sicherheitsrelevanten Bauteilen ist eine Prozessüberwachung zu empfehlen, wenn nicht sogar unabdingbar.

## Varianten

### Einstichverfahren
Für das Festwalzen sind unterschiedliche Prozesskinematiken realisierbar. Die einfachste Variante ist das Festwalzen im Einstichverfahren. Hierbei wird die Oberfläche an einer axialen Position mit der Rolle oder der Kugel kontaktiert, die Walzkraft über einige Umdrehungen aufgebaut und dann über mehrere Umdrehungen auf konstantem Level übertragen. Am Ende der Bearbeitung wird über einige abschließende Umdrehungen die Walzkraft wieder abgebaut. Der Auf- und Abbau der Walzkraft hat eine starke Relevanz, da es sonst zu Spannungsgradienten in der Randzone des Bauteils kommen kann, und somit ein frühzeitiger Ausfall des Bauteils begünstigt würde. Diese Kinematik wird primär angewendet, um z. B. Kerbwirkungen an Absätzen von wellenförmigen Bauteilen zu eliminieren. 

### Einstich mit Vorschub: zylindrische Bauteile
Durch ein Hinzuschalten eines Vorschubs wird das Festwalzen im Vorschubverfahren durchgeführt, um z. B. zylindrische Flächen einfach und schnell bearbeiten zu können.

### Mit hydrostatisch gelagerten Kugeln: ebene und Freiformflächen
Werkzeuge mit hydrostatisch gelagerten Kugeln ermöglichen auch das Bearbeiten von ebenen und Freiformflächen. Hierbei wird der Wälzkörper in Form einer Kugel über ein Nachführsystem geführt. Der Anwender kann dadurch unterschiedliche Bauteiltoleranzen und Maschinenelastizitäten in einem definierten Bereich kompensieren, bei kontinuierlich konstanter Walzkraft auf die Oberfläche. Dies ermöglicht die Bearbeitung komplexer Geometrien mit gleich bleibender Prozessqualität. Besonders bei Bauteilen, die hohen Sicherheitsanforderungen unterliegen, kommen nur kraftgesteuerte Werkzeuge zum Glatt- oder Festwalzen in Frage.
Das Prinzip der hydrostatischen Werkzeuge zum Glatt- und Festwalzen ermöglicht außerdem das Bearbeiten von Komponenten mit einer hohen Ausgangshärte. Werkzeuge mit mechanisch gelagerten Wälzkörpern werden in der Regel nur bis Ausgangshärten von 45 HRC (Rockwellhärte) eingesetzt; über diese Härte hinaus wäre u. a. der Verschleiß ein nicht zu vernachlässigender Nachteil. Mit Werkzeugen, die eine hydrostatisch gelagerte Kugel besitzen, sind allerdings Ausgangshärten von bis zu 65 HRC noch bearbeitbar. Selbst bei derartigen Bedingungen sind immer noch eine Oberflächenglättung, eine Kaltverfestigung und die Induzierung von Druckeigenspannungen in die Bauteilrandzone möglich.